# مارتا مساروش
مارتا مِساروش (مجاری: Mészáros Márta؛ زادهٔ ۱۹ سپتامبر ۱۹۳۱) کارگردان فیلم و فیلم‌نامه‌نویس مجار است. وی اولین زنی است که موفق به کسب جایزه خرس طلایی در جشنواره بین‌المللی فیلم برلین شده‌است.

## جوائز
فیلم فرزندخواندگی مساروش در بیست و پنجمین دوره جشنواره بین‌المللی فیلم برلین برندهٔ جایزه خرس طلایی شد. این فیلم به‌عنوان نماینده سینمای مجارستان در بخش بهترین فیلم غیرانگلیسی‌زبان چهل و هشتمین دوره جوایز اسکار نیز معرفی شد ولی پذیرفته نشد.
مساروش دریافت جوائزی مانند خرس نقره‌ای جشنواره برلین، صدف نقره‌ای جشنواره فیلم سن‌سباستین، جایزه بزرگ جشنواره کن، پلاک طلایی جشنواره فیلم شیکاگو، جایزه ویژه سازمان جهانی کاتولیک در جشنواره فیلم ونیز و جایزه شناخت ویژه جشنواره فیلم استونی بروک را در کارنامه خود دارد.

## فیلم‌شناسی
- فرزندخواندگی (۱۹۷۵)
- زنان (۱۹۷۷)
- خاطراتی برای بچه‌هایم (۱۹۸۴)
- مردهٔ دفن‌نشده[۳] (۲۰۰۴)